# The Kid with the Replaceable Head
The Kid With the Replaceable Head – drugi singel zespołu Richard Hell and the Voidoids wydany w Wielkiej Brytanii w 1979 przez firmę Radar Records.

## Lista utworów
1. "The Kid With the Replaceable Head" (Richard Hell) – 2:45
2. "I'm Your Man" (Richard Hell) – 2:03

## Skład
- Richard Hell – wokal
- Robert Quine – gitara, wokal
- Ivan Julian – gitara, wokal
- Jerry Antonius – gitara basowa
- Frank Mauro – perkusja